# Elecciones municipales de El Salvador de 2018
Las elecciones municipales de la República de El Salvador de 2018 se llevaron a cabo el 4 de marzo de 2018, son las novenas de su tipo desde la firma de los Acuerdos de Paz de 1992 y las duodécimas desde la promulgación de la Constitución de la República de 1983; en ellas se eligieron a  a los miembros de los Concejos Municipales de los 262 municipios en los que se encuentra dividido el territorio nacional y que son conformantes del Gobierno Local. El Tribunal Supremo Electoral de El Salvador (TSE) las convocó el 4 de octubre de 2017, siendo celebradas el domingo 4 de marzo de 2018.
La elección se celebró simultáneamente con elecciones legislativas en todo el país.

## Sistema electoral
La Constitución recoge que para el Gobierno Local los departamentos se dividirán en municipios que estarán regidos por un concejo municipal conformado por un alcalde, un síndico y dos o más regidores en función de su población (Art. 202), estos miembros del concejo municipal deben ser mayores de 21 años y residir en dicho municipio o un municipio vecino, y ejercerán sus funciones por un período de tres años con posibilidad de reelección; desde las elecciones municipales de 2015 los concejos municipales son también plurales, es decir, el partido más votado en la circunscripción municipal obtiene los cargos de alcalde y síndico, mientras que los regidores son distribuidos entre los partidos de forma proporcional al número de votos obtenidos según modelo de cocientes y residuos, garantizando sin embargo que el partido o coalición mayoritaria posee mayoría simple (la mitad más uno) de los asientos en el concejo. Todo ciudadano mayor de 18 años en el pleno goce de sus derechos políticos puede ejercer el sufragio dentro de la circunscripción electoral en la que sea residente pero a diferencia de la elección de diputados, la única forma de elección de los concejos municipales es mediante el voto por bandera política, es decir, sin permitirse aún la participación en el proceso de elección de planillas de concejos municipales no partidarios.

Los 262 consejos municipales de votación se muestran agrupados por departamento, de mayor a menor.

## Calendario electoral
| Fecha                    | Evento |
| ------------------------ | --- |
| 3 de marzo de 2017       | Última fecha para cambios de residencia en el registro electoral |
| 3 de abril de 2017       | Inicio del período para realización de elecciones internas en partidos políticos                                                                                     |
| 2 de junio de 2017       | Inicio de recepción de solicitudes de inscripción de candidatos no partidarios Inicio del periodo final para solicitudes de inscripción de nuevos partidos políticos |
| 3 de agosto de 2017      | Última fecha para realización de elecciones internasen partidos políticos                                                                                            |
| 31 de agosto de 2017     | Última fecha para solicitudes de inscripción de nuevos partidos políticos                                                                                            |
| 3 de septiembre de 2017  | Última fecha para propuesta de partidos políticos de candidatos para Juntas Electorales Departamentales (JED) y Municipales (JEM)                                    |
| 4 de septiembre de 2017  | Suspensión de inscripciones en el registro electoral Inicio del período de inscripciones de coaliciones partidarias                                                  |
| 11 de septiembre de 2017 | Nombramiento de miembros de JED y JEM |
| 18 de septiembre de 2017 | Última fecha para inscripción de coaliciones partidarias |
| 3 de octubre de 2017     | Última fecha para recepción de solicitudes de inscripción de candidatos no partidarios                                                                               |
| 4 de octubre de 2017     | Convocatoria oficial para elecciones municipales y legislativas |
| 5 de octubre de 2017     | Inicio del período de inscripción de candidatos a diputados y concejos municipales                                                                                   |
| 19 de octubre de 2017    | Inicio del período de recepción de recursos de apelación de candidatos rechazados                                                                                    |
| 3 de noviembre de 2017   | Última fecha para propuesta de partidos políticos de candidatos para Juntas Receptoras de Votos (JRV)                                                                |
| 4 de noviembre de 2017   | Cierre definitivo del registro electoral |
| 18 de diciembre de 2017  | Última fecha para inscripción de candidatos a diputados y concejos municipales                                                                                       |
| 3 de enero de 2018       | Inicio del período de campaña para candidatos a diputados |
| 1 de febrero de 2018     | Última fecha para publicitar obras estatales y municipales |
| 3 de febrero de 2018     | Inicio del período de campaña para candidatos a concejos municipales                                                                                                 |
| 16 de febrero de 2018    | Última fecha para publicación y difusión de encuestas o proyecciones de resultados                                                                                   |
| 26 de febrero de 2018    | Última fecha de resolución de recursos de apelación de candidatos rechazados                                                                                         |
| 28 de febrero de 2018    | Última fecha del período de campaña para candidatos a diputados y concejos municipales                                                                               |
| 4 de marzo de 2018       | Elecciones legislativas y municipales |
| 6 de marzo de 2018       | Inicio del escrutinio final de los resultados electorales |
| 21 de marzo de 2018      | Finalización del escrutinio final de los resultados electorales |
| 23 de marzo de 2018      | Inicio de entrega de credenciales a los funcionarios electos |
| 5 de abril de 2018       | Finalización de entrega de credenciales a los funcionarios electos                                                                                                   |

## Resultados Preliminares
En los gobiernos municipales, ARENA gobernará en 10 de las 14 cabeceras departamentales incluidas la ciudad capital (Ernesto Muyshondt), Santa Ana (Carmen Elena de Escalón) y Santa Tecla (Roberto d'Aubuisson); el FMLN logró conservar San Miguel (Miguel Pereira) en coalición con Cambio Democrático, y Zacatecoluca; el PCN logró mantener el gobierno municipal en Ahuachapán y arrebató la comuna de Cojutepeque al partido ARENA. GANA perdió las alcaldías de Usulután y San Francisco Gotera contra el partido ARENA.
Destaca en gobiernos municipales la pérdida de Cambio Democrático de la única alcaldía que gobernaba (San Antonio Los Ranchos) ante GANA, mantiene el PSD el gobierno municipal de Meanguera y la Fraternidad Patriota Salvadoreña consiguió triunfar en el municipio de San Lorenzo.
| Candidatos inscritos / electos | Candidatos inscritos / electos | Candidatos inscritos / electos | Candidatos inscritos / electos | Candidatos inscritos / electos | Candidatos inscritos / electos | Candidatos inscritos / electos | Candidatos inscritos / electos | Candidatos inscritos / electos | Candidatos inscritos / electos | Candidatos inscritos / electos | Candidatos inscritos / electos | Candidatos inscritos / electos | Candidatos inscritos / electos | Candidatos inscritos / electos | Candidatos inscritos / electos | Candidatos inscritos / electos | Candidatos inscritos / electos | Candidatos inscritos / electos | Candidatos inscritos / electos | Candidatos inscritos / electos |
| ------------------------------ | ------------------------------ | ------------------------------ | ------------------------------ | ------------------------------ | ------------------------------ | ------------------------------ | ------------------------------ | ------------------------------ | ------------------------------ | ------------------------------ | ------------------------------ | ------------------------------ | ------------------------------ | ------------------------------ | ------------------------------ | ------------------------------ | ------------------------------ | ------------------------------ | ------------------------------ | ------------------------------ |
| Circunscripción                | Partidos políticos             | Partidos políticos             | Partidos políticos             | Partidos políticos             | Partidos políticos             | Partidos políticos             | Partidos políticos             | Partidos políticos             | Partidos políticos             | Partidos políticos             | Partidos políticos             | Partidos políticos             | Partidos políticos             | Partidos políticos             | Partidos políticos             | Partidos políticos             | Partidos políticos             | Partidos políticos             | TOTAL                          | TOTAL                          |
| Circunscripción                |                                |                                |                                |                                |                                |                                |                                |                                |                                |                                |                                |                                |                                |                                |                                |                                |                                |                                | TOTAL                          | TOTAL                          |
| San Salvador                   | 24                             | 1                              | 24                             | 12                             | 24                             | 6                              | 24                             | -                              | 24                             | 2                              | 24                             | 1                              | 24                             | 1                              | 24                             | -                              | 4                              | 1                              | 196                            | 24                             |
| La Libertad                    | - a                            | - a                            | 10                             | 5                              | 10 a                           | 3                              | 10                             | -                              | 10                             | 1                              | 10                             | 1                              | 10                             | -                              | 10                             | -                              | -                              | -                              | 70                             | 10                             |
| Santa Ana                      | 7                              | -                              | 7                              | 3                              | 7 b                            | 1                              | 7                              | -                              | 7                              | 1                              | 7                              | 1                              | 7                              | 1                              | - b                            | - b                            | -                              | -                              | 49                             | 7                              |
| San Miguel                     | 6                              | -                              | 6                              | 2                              | 6                              | 2                              | 6                              | -                              | 6                              | 1                              | 3 c                            | -                              | 3 c                            | 1                              | 6                              | -                              | -                              | -                              | 42                             | 6                              |
| Sonsonate                      | 6                              | -                              | 6                              | 2                              | 6                              | 2                              | 6                              | -                              | 6                              | 1                              | 6                              | 1                              | 6                              | -                              | 6                              | -                              | -                              | -                              | 48                             | 6                              |
| Usulután                       | -                              | -                              | 5                              | 2                              | 5                              | 2                              | 5                              | -                              | 5                              | 1                              | 5                              | -                              | -                              | -                              | 5                              | -                              | -                              | -                              | 30                             | 5                              |
| Ahuachapán                     | - d                            | - d                            | 4                              | 2                              | 3 d                            | 1                              | 4                              | -                              | 4                              | -                              | 4                              | 1                              | 4                              | -                              | 1 d                            | -                              | -                              | -                              | 24                             | 4                              |
| La Paz                         | -                              | -                              | 4                              | 2                              | 4                              | 1                              | 4                              | -                              | 4                              | 1                              | 4                              | -                              | 4                              | -                              | 4                              | -                              | -                              | -                              | 28                             | 4                              |
| Cabañas                        | -                              | -                              | 3                              | 1                              | 3                              | -                              | 3                              | -                              | 3                              | 1                              | 3                              | 1                              | -                              | -                              | -                              | -                              | -                              | -                              | 15                             | 4                              |
| Chalatenango                   | 3                              | -                              | 3                              | 1                              | 3                              | 1                              | 3                              | -                              | 3                              | -                              | 3                              | 1                              | 3                              | -                              | 3                              | -                              | -                              | -                              | 24                             | 3                              |
| Cuscatlán                      | -                              | -                              | 3                              | 1                              | 3                              | 1                              | 3                              | -                              | 3                              | -                              | 3                              | 1                              | -                              | -                              | 3                              | -                              | -                              | -                              | 18                             | 3                              |
| La Unión                       | -                              | -                              | 3                              | 2                              | 3                              | 1                              | -                              | -                              | 3                              | -                              | 3                              | -                              | 3                              | -                              | 3                              | -                              | -                              | -                              | 18                             | 3                              |
| Morazán                        | -                              | -                              | 2 e                            | 1                              | 3                              | 1                              | -                              | -                              | 3                              | 1                              | 1 e                            | -                              | -                              | -                              | -                              | -                              | -                              | -                              | 9                              | 3                              |
| San Vicente                    | -                              | -                              | 2 f                            | 1                              | 3                              | 1                              | 3                              | -                              | 3                              | 1                              | 1 f                            | -                              | -                              | -                              | 3                              | -                              | -                              | -                              | 15                             | 3                              |
| TOTAL                          | 46                             | 1                              | 82                             | 37                             | 83                             | 23                             | 78                             | -                              | 84                             | 11                             | 77                             | 8                              | 64                             | 3                              | 68                             | -                              | 4                              | 1                              | 586                            | 84                             |

NOTAS:

a FMLN y CD participan como coalición en La Libertad.

b FMLN y PSD participan como coalición en Santa Ana.

c PCN y PDC participan como coalición en San Miguel.

d CD, FMLN y PSD participan como coalición en Ahuachapán.

e ARENA y PCN participan como coalición en Morazán.

f ARENA y PCN participan como coalición en San Vicente.

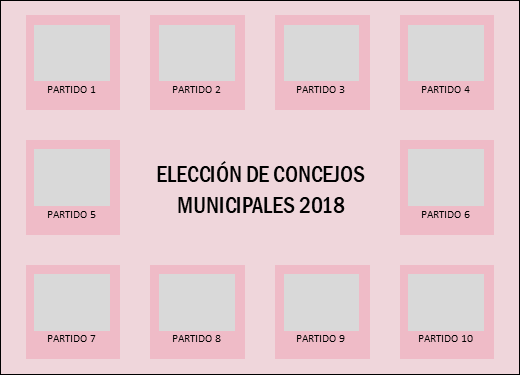
Modelo de papeleta de votación para concejos municipales

| Elecciones de Concejos Municipales 2018 - Cabeceras Departamentales | Elecciones de Concejos Municipales 2018 - Cabeceras Departamentales | Elecciones de Concejos Municipales 2018 - Cabeceras Departamentales | Elecciones de Concejos Municipales 2018 - Cabeceras Departamentales | Elecciones de Concejos Municipales 2018 - Cabeceras Departamentales |
| ------------------------------------------------------------------- | ------------------------------------------------------------------- | ------------------------------------------------------------------- | ------------------------------------------------------------------- | ------------------------------------------------------------------- |
| Municipio                                                           | Partidos gobernantes 2015-2018                                      | Alcalde electo 2015                                                 | Partidos gobernantes 2018-2021                                      | Alcalde electo 2018                                                 |
| San Salvador                                                        | FMLN PSP                                                            | Nayib Armando Bukele                                                | ARENA                                                               | Ernesto Luis Muyshondt                                              |
| Santa Ana                                                           | ARENA PDC                                                           | Mario David Moreira                                                 | ARENA                                                               | Carmen Elena de Escalón                                             |
| San Miguel                                                          | FMLN                                                                | Miguel Ángel Pereira                                                | FMLN CD                                                             | Miguel Ángel Pereira                                                |
| Santa Tecla                                                         | ARENA                                                               | Roberto José d'Aubuisson                                            | ARENA                                                               | Roberto José d'Aubuisson                                            |
| Sonsonate                                                           | ARENA                                                               | José Roberto Aquino                                                 | ARENA                                                               | José Roberto Aquino                                                 |
| Usulután                                                            | GANA                                                                | Miguel Ángel Jaime                                                  | ARENA                                                               | José Mauricio Zelaya                                                |
| Zacatecoluca                                                        | FMLN                                                                | Francisco Salvador Hirezi                                           | FMLN                                                                | Francisco Salvador Hirezi                                           |
| Ahuachapán                                                          | PCN PDC                                                             | Abilio Flores Vásquez                                               | PCN                                                                 | Abilio Flores Vásquez                                               |
| Chalatenango                                                        | ARENA                                                               | José Rigoberto Mejía                                                | ARENA                                                               | José Rigoberto Mejía                                                |
| Cojutepeque                                                         | ARENA                                                               | Rosa Guadalupe Serrano                                              | PCN                                                                 | Lili Bello de Perdomo                                               |
| Sensuntepeque                                                       | ARENA                                                               | Jesús Edgar Bonilla                                                 | ARENA                                                               | Jesús Edgar Bonilla                                                 |
| San Vicente                                                         | ARENA                                                               | Medardo Hernández Lara                                              | ARENA                                                               | Medardo Hernández Lara                                              |
| San Francisco Gotera                                                | GANA                                                                | Cristóbal Benítez Canales                                           | GANA                                                                | Nahin Arnelge Ferrufino Benítez                                     |
| La Unión                                                            | ARENA                                                               | Ezequiel Milla Guerra                                               | ARENA                                                               | Ezequiel Milla Guerra                                               |

## Resultados
|  | 41.80 % |

|  | 29.18 % |

|  | 12.58 % |

|  | 10.50 % |

|  | 4.13 % |

|  | 0.55 % |

|  | 0.55 % |

|  | 0.50 % |

|  | 0.16 % |

|  | 0.05 % |

|  | 95.2 % |

|  | 4.0 % |

|  | 0.7 % |

|  | 46.64 % |

|  | 53.36 % |